# Rotunda Glacier
Rotunda Glacier är en glaciär i Antarktis. Den ligger i Östantarktis. Nya Zeeland gör anspråk på området. Rotunda Glacier ligger 2 410 meter över havet.
Terrängen runt Rotunda Glacier är kuperad åt sydväst, men åt nordost är den bergig. Rotunda Glacier ligger uppe på en höjd. Trakten är obefolkad. Det finns inga samhällen i närheten. 